# Kalleh Sīrān
Kalleh Sīrān (persiska: كُلِه سيران, كُلِه سَران, كَلِه سَران, قَلعِه سِرَن, قَلعِه سَرَن, کله سیران, Koleh Sīrān) är en ort i Iran.   Den ligger i provinsen Zanjan, i den nordvästra delen av landet, 280 km nordväst om huvudstaden Teheran. Kalleh Sīrān ligger 1 304 meter över havet och antalet invånare är 123.
Terrängen runt Kalleh Sīrān är kuperad åt nordost, men åt sydväst är den bergig.Runt Kalleh Sīrān är det ganska glesbefolkat, med 47 invånare per kvadratkilometer. Närmaste större samhälle är Chavarzaq, 9,6 km öster om Kalleh Sīrān. Trakten runt Kalleh Sīrān består i huvudsak av gräsmarker.